# Callozostron diplodiadema
Callozostron diplodiadema är en korallart som beskrevs av Bayer 1996. Callozostron diplodiadema ingår i släktet Callozostron och familjen Primnoidae.
Artens utbredningsområde är Södra Ishavet. Inga underarter finns listade i Catalogue of Life.